# Epipactis dunensis
Espèce
Statut de conservation UICN

 DD  : Données insuffisantes
Epipactis dunensis est une espèce de plantes à fleurs de la famille des Orchidaceae (les orchidées) du genre Epipactis présente en Grande-Bretagne.